# Agrostis pyramidalis
Agrostis pyramidalis é uma espécie de gramínea do gênero Agrostis, pertencente à família Poaceae.